# 振草渓谷県立自然公園

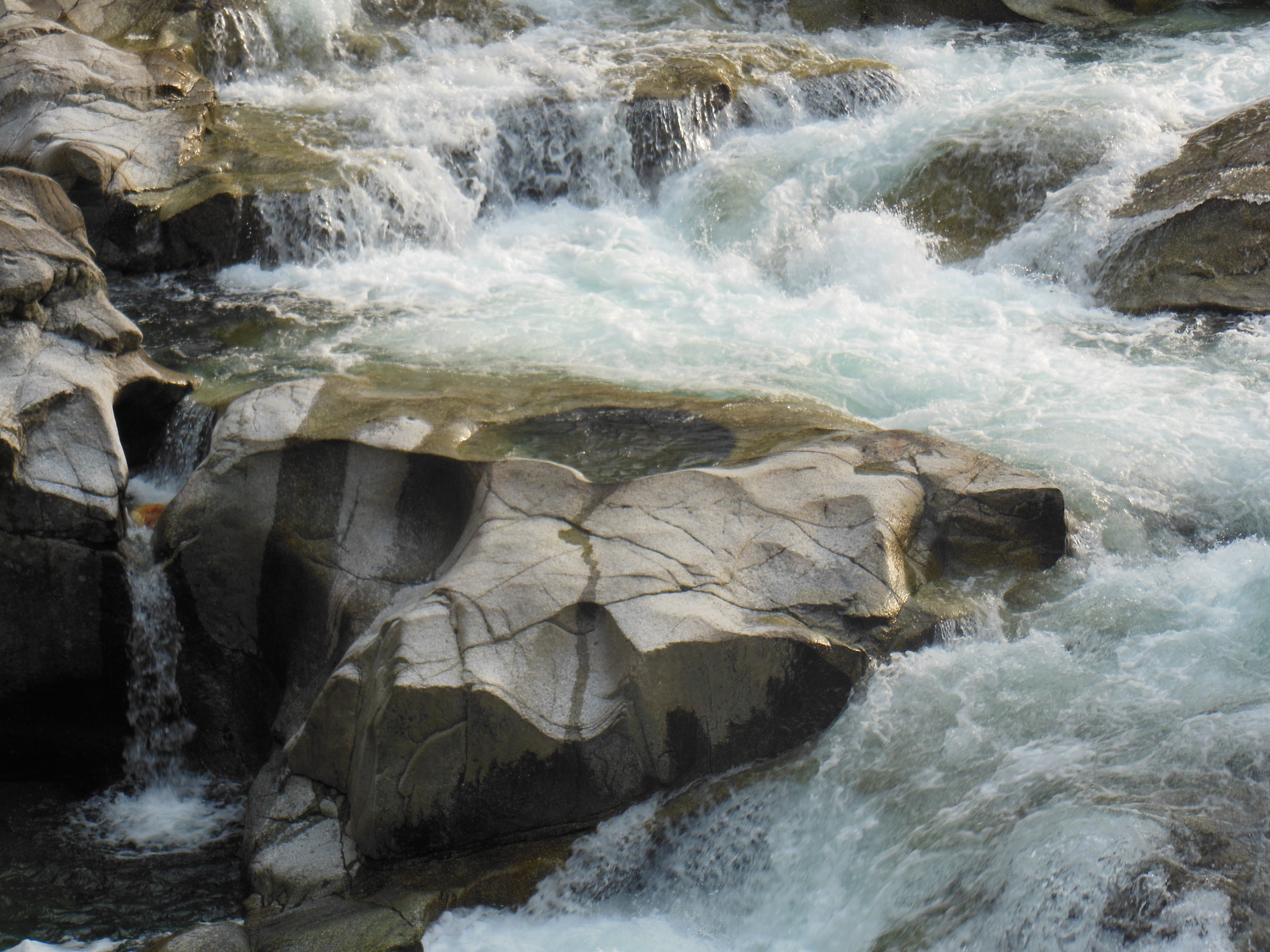
甌穴　大千瀬川

振草渓谷県立自然公園（ふりくさけいこくけんりつしぜんこうえん）は、愛知県にある総面積2,198haの県立自然公園である。

## 沿革
- 1969年3月14日 愛知県の県立自然公園として指定。

## 概要
振草渓谷県立自然公園は、天竜奥三河国定公園に接し、秀峰三ツ瀬明神山や御殿山などの奥三河特有の山岳景観と、岩古谷山などを背景として谷間を流れる振草川(大千瀬川)の渓谷美とからなる自然公園である。
「奥三河の赤壁」の名がある大入渓谷の絶景、いたるところに川床甌穴が見られる振草渓谷、「奥三河のナイアガラ」の異称がある蔦ノ淵の大瀑布などの見どころがある。

## 区域
- 東栄町の一部

## 主要利用地区
- 御殿山
- 明神山
- 振草渓谷
- 千代姫温泉
- 花祭会館